# Pedro Gando
Pedro Gando Sáenz (* Guayaquil, Provincia del Guayas, Ecuador, 20 de julio de 1936-1 de agosto de 2012) fue un futbolista ecuatoriano que jugaba de puntero derecho.

## Trayectoria
Pedro Gando Sáenz era un clásico puntero derecho a raya, uno de los mejores de todos los tiempos de Ecuador. Era apodado "El Canberra", como los aviones bombarderos de guerra, por su rapidez y explosión que tenía cuando atacaba.
Inició su carrera en el Everest de Guayaquil y quedó campeón en 1962, por primera y única vez en la historia del club. Ese mismo año reforzó al Emelec en la Copa Libertadores 1963.
En 1963 jugó la Copa Libertadores por el Everest, anotando el único gol de la historia de este equipo en este torneo; luego fichó por el Millonarios de Bogotá. En el Fútbol Profesional Colombiano, Pedro Gando fue figura obteniendo el bicampeonato (1963-1964). En el Campeonato Sudamericano 1963 fue elegido como el mejor puntero del torneo.
En 1966 se fue al Barcelona de su país. Con ese club jugó año y medio; para luego retirarse en 1968 en el Everest. Había sido campeón el año 1966 con Barcelona.

## Selección nacional
Ha sido internacional con la Selección de fútbol de Ecuador en 6 ocasiones. Su debut fue el 10 de marzo de 1963 ante Bolivia en el Campeonato Sudamericano.

### Participaciones internacionales
- Campeonato Sudamericano 1963.  Fue considerado el mejor puntero derecho del campeonato.

## Clubes
| Club        | País     | Año                      |
| ----------- | -------- | ------------------------ |
| Everest     | Ecuador  | 1955-1962                |
| Emelec      | Ecuador  | 1962 (Copa Libertadores) |
| Millonarios | Colombia | 1963-1965                |
| Barcelona   | Ecuador  | 1966-1967                |
| Everest     | Ecuador  | 1968                     |

## Palmarés

### Campeonatos locales y nacionales
| Título                  | Club        | País     | Año  |
| ----------------------- | ----------- | -------- | ---- |
| Campeonato de Guayaquil | Everest     | Ecuador  | 1960 |
| Campeonato Ecuatoriano  | Everest     | Ecuador  | 1962 |
| Primera División        | Millonarios | Colombia | 1963 |
| Primera División        | Millonarios | Colombia | 1964 |
| Campeonato Ecuatoriano  | Barcelona   | Ecuador  | 1966 |

- Datos: Q6068863